# Osek (ort i Tjeckien, Mellersta Böhmen, Okres Nymburk)
Osek är en ort i Tjeckien.   Den ligger i distriktet Okres Nymburk och regionen Mellersta Böhmen, i den centrala delen av landet, 70 km öster om huvudstaden Prag. Osek ligger 249 meter över havet och antalet invånare är 165.
Terrängen runt Osek är platt. Runt Osek är det ganska tätbefolkat, med 124 invånare per kvadratkilometer. Närmaste större samhälle är Jičín, 18,8 km norr om Osek. Trakten runt Osek består till största delen av jordbruksmark.